# Ernst Stimmel
Ernst Stimmel (* 23. März 1891 in Hamburg; † 28. März 1978 in Reichenau) war ein deutscher Schauspieler und Autor.

## Leben
Nach Abitur und Studium wurde Ernst Stimmel 1919 in München mit der Dissertation Einfluß der Schopenhauerschen Philosophie auf Wilhelm Raabe promoviert.
In den 1930er und 1940er Jahren wirkte er in vielen Filmproduktionen als Darsteller überwiegend in Nebenrollen mit. Darunter befanden sich die nationalsozialistischen Propagandafilme Jud Süß, Die Rothschilds und Kampfgeschwader Lützow, die heute in Deutschland als Vorbehaltsfilme nur unter bestimmten Voraussetzungen aufgeführt werden können. Ernst Stimmel spielte aber auch in Unterhaltungs- und Historienfilmen wie Der Gasmann mit Heinz Rühmann, Der große König mit Otto Gebühr und Die Entlassung mit Emil Jannings. Zudem war er an dem Film Zwischen Herz und Gewissen beteiligt, der als Überläufer erst im Jahr 1951 uraufgeführt wurde, obwohl dieser kurz vor Ende des Zweiten Weltkriegs noch unter dem Titel Das fremde Leben fertiggestellt wurde.
Zudem schrieb er unter anderem die Bühnenstücke Der Fenstersturz zu Lohbrügge, Amerikanische Komödie und Ein preußischer Offizier. Auch als Autor von Hörspielen war Stimmel tätig. Stimmel stand 1944 in der Gottbegnadeten-Liste des Reichsministeriums für Volksaufklärung und Propaganda.
Stimmel veröffentlichte 1939 eine deutschsprachige Nachdichtung der Balladen von François Villon. Für einige Werke verwendete er das Pseudonym Peter Strom.

## Filmografie (Auswahl)
- 1934: Da stimmt was nicht
- 1935: Das Mädchen Johanna
- 1936: Fährmann Maria
- 1936: Mädchenjahre einer Königin
- 1936: Skandal um die Fledermaus
- 1936: Spiel an Bord
- 1937: Vorsicht am Platze. Vorsicht, Vorsicht, Vorsicht!
- 1937: Togger
- 1937: Der Biberpelz
- 1937: Hahn im Korb
- 1937: Der Katzensteg
- 1937: Die Umwege des schönen Karl
- 1938: Es leuchten die Sterne
- 1938: Zwei Frauen
- 1939: Der Vierte kommt nicht
- 1939: Ich verweigere die Aussage
- 1939: Sensationsprozeß Casilla
- 1939: Dein Leben gehört mir
- 1940: Die gute Sieben
- 1940: Die Rothschilds
- 1940: Die 3 Codonas
- 1940: Jud Süß
- 1940: Die unvollkommene Liebe
- 1941: Blutsbrüderschaft
- 1940/42: Der große König
- 1941: Kampfgeschwader Lützow
- 1941: Der Gasmann
- 1941: Immer nur Du
- 1942: Die Entlassung
- 1942: Meine Freundin Josefine
- 1942: Der Seniorchef
- 1943: Du gehörst zu mir
- 1943: Germanin – Die Geschichte einer kolonialen Tat
- 1943: Immensee
- 1943: Tonelli
- 1943: Großstadtmelodie
- 1943: Gefährlicher Frühling
- 1943: Zirkus Renz
- 1944: Ein schöner Tag
- 1944: Der Verteidiger hat das Wort
- 1944: Die schwarze Robe
- 1944/51: Zwischen Herz und Gewissen

## Werke (Auswahl)
- 1919: Einfluß der Schopenhauerschen Philosophie auf Wilhelm Raabe. Borna, Leipzig
- 1933: Die Erde ruft. Theaterverlag Albert Langen / Georg Müller, Berlin
- 1934: Der Fenstersturz zu Lohbrügge.  Theaterverlag Albert Langen / Georg Müller, Berlin
- 1934: Die Autofalle. Peter Strom. Theaterverlag Albert Langen / Georg Müller, Berlin
- 1936: Amerikanische Komödie. Bühnenverlag Ahn & Simrock, Berlin
- 1936: Ein preußischer Offizier. Bühnenverlag Ahn & Simrock, Berlin
- 1939: Balladen / François Villon. Nachdichtung. Hauswedell, Hamburg
- 1970: Legende vom heiligen Bimbam. Peter Strom. Hess, Ulm
- 1972: Dänische Ballade. Hess, Ulm